# Жан-Батист Сей
Жан-Батист Сей (на френски: Jean-Baptiste Say, 5 януари 1767 – 15 ноември 1832) е френски икономист и бизнесмен. Той е имал класически либерални възгледи и е бил привърженик на конкуренцията, свободната търговия и премахването на ограниченията пред бизнеса и предприемачеството. Основният му труд е Трактат по политикономия - „Traité d'économie politique“ (1803). Той е известен със Закона на Сей, който е на негово име, макар че Жан-Батист Сей е бил само негов поддръжник и популяризатор, според този закон агрегатното предлагане създава собствено агрегатно търсене. Според него производството и продажбата на блага в дадена икономика автоматично създава доход за производителите, който се връща обратно в икономиката и създава достатъчно търсене за закупуването на стоките. Така производството се определя от предлагането на стоки, а не от търсенето. Незаетостта на хора, земя или други ресурси би било възможно само доброволно или поради някакво ограничение на търговията.
Жан-Батист Сей е и един от първите, които твърдят, че парите имат неутрално въздействие върху икономиката. Те не са желани сами по себе си, а заради това, което може да се купи с тях. Увеличаването на парите в обращение би увеличило цената на стоките, изразена в пари (предизвиквайки инфлация), но не би променило относителните им цени или произвежданото количество. Тази идея е доразвита в количествената теория на парите.
Идеите на Сей спомагат за възникването на неокласическата икономика по-късно през 19 век.

## Живот и творчество
Жан-Батист Сей произхожда от семейство на лионски търговци, става капиталист-фабрикант, пръв професор по политическа икономия, привърженик е на стопанския либерализъм – laissez-faire.

### Tворчество
- 2000-2020 Œuvres complètes de J.-B. Say, vols.1-10, sous la responsabilité d’André Tiran,  Paris:  Centre Auguste et Léon Walras